# Beczka (narzędzie kary)
Beczka – była zarówno narzędziem kary jak i metodą unieruchomienia oskarżonego. W beczce wycinano otwory na ręce i nogi. Ofiara związana w pozycji kozła była umieszczana w beczce. Aby zapobiec wciągnięciu członków do środka, między nogi i ręce wsuwano drewniany kij. Ofiara klęczała w tej niewygodnej, przynoszącej cierpienie pozycji w oczekiwaniu na inne tortury lub na rozpoczęcie procesu – wtedy, gdy był to jedynie sposób uwięzienia lub unieruchomienia.
Innym zastosowaniem beczki było przetrzymywanie w nich czarownic. Wierzenia ludowe mówiły, że czarownice po dotknięciu ziemi czerpią z niej magiczną moc. Aby temu zapobiec, często beczkę wieszano pod sufitem.